# 千年の恋 ひかる源氏物語
『千年の恋 ひかる源氏物語』（せんねんのこい ひかるげんじものがたり）は、2001年12月15日に公開された日本映画。配給は東映。主演は吉永小百合。

## 概要
東映創立50周年記念作品として制作され、総製作費14億円という東映始まって以来の超大作でもあり、ハリウッドでワールドプレミアも行った。
第20回ゴールデングロス賞優秀銀賞作。
2006年1月3日の12:00 - 14:25にテレビ朝日、東日本放送、山形テレビ、愛媛朝日テレビ、琉球朝日放送にて地上波初放送した。

## キャスト
- 紫式部 （吉永小百合）
- 光源氏（天海祐希）
- 紫の上（常盤貴子）
- 少女期の紫の上（斉藤麻衣）
- 藤壺中宮、桐壺更衣（高島礼子）
- 桐壺帝（本田博太郎）
- 六条御息所（竹下景子）
- 十条帝（風間杜夫）
- 大后（かたせ梨乃）
- 明石の入道（竹中直人）
- 明石の君（細川ふみえ）
- 葵の上（中山忍）
- 朧月夜（南野陽子）
- 末摘花（鷲尾真知子）
- 秋好中宮（鈴木えみ）
- 頭中将（風間トオル）
- 幼少期の頭中将（三浦春馬）
- 絵師（片岡鶴太郎）
- 藤原為時（神山繁）
- 右大臣（加藤武）
- 源典侍（岸田今日子）
- 揚げ羽の君（松田聖子）　※オリジナルキャラクター
- 賢子（前田亜季）
- 彰子（水橋貴己）
- 藤原惟規（段田安則）
- 惟光（山本太郎）
- 覚全僧上（織本順吉）
- 倫子（浅利香津代）
- 藤原道長、藤原宣孝（渡辺謙）
- 清少納言（森光子）（特別出演）

## スタッフ
- 製作総指揮：高岩淡
- 製作：広瀬道貞、塚本勲、里見治、菅徹夫、後藤亘、箱島信一
- 企画：岡田裕介、早河洋、飯田貞志、気賀純夫、山内久司
- プロデューサー：妹尾啓太、冨永理生子、木村純一、遠谷信幸、古川一博、依田正和
- 監督：堀川とんこう
- 助監督：平田博志
- 脚本：早坂暁
- 撮影：鈴木達夫
- 音楽：冨田勲
- 音楽プロデューサー：北神行雄、津島玄一
- 美術：西岡善信、松宮敏之
- 録音：佐俣マイク
- 整音：瀬川徹夫
- 照明：安藤清人
- 編集：只野信也
- 撮影：高橋政子
- 美術：松浦芳治
- 照明：安藤和也
- 囲碁指導：小川誠子[5]
- 制作：「千年の恋」プロジェクト委員会（東映、加賀電子、サミー、丸紅、テレビ朝日、電通、日本出版販売、東映ビデオ、TOKYO FM、朝日新聞社、朝日放送）

## 興行成績
春日太一は、翌2002年に4代目東映社長に就任する岡田裕介が社運をかけて製作したが、大コケした大作映画のうちの1本としているが、興行収入は20億8000万円である。公開当時、東映映画営業部門担当常務取締役だった岡田裕介は、「"東映創立50周年記念作品"と冠を付けた本作、『ホタル』『劇場版 仮面ライダーアギト PROJECT G4』『RED SHADOW 赤影』の4本のうち、コケたのは仮面ライダーだけで、後の3本はヒットしました。3勝1敗です」などと述べている。